# Пол О'Донован
Пол О'Донован (англ. Paul O'Donovan, нар. 19 квітня 1994, Скібберін, Ірландія) — ірландський веслувальник, олімпійський чемпіон 2020 та 2024 років, срібний призер Олімпійських ігор 2016 року,п'ятиразовий чемпіон світу та триразовий чемпіон Європи.

## Виступи на Олімпіадах
| Олімпіада           | Дисципліна               | Місце |
| ------------------- | ------------------------ | ----- |
| Ріо-де-Жанейро 2016 | парна двійка, легка вага | 2     |
| Токіо 2020          | парні двійки, легка вага | 1     |
| Париж 2024          | парні двійки, легка вага | 1     |

## Зовнішні посилання
- Пол О'Донован — олімпійська статистика на сайті Sports-Reference.com (англ.) (архівна версія)